# Pseudapinops rogalis
Pseudapinops rogalis là một loài ruồi trong họ Tachinidae.